# 公開会社
公開会社（、英: publicly listed company）とは、会社法の講学上は社員の持分（株式）を取引することのできる市場が存在する会社のこと。一般には株式を企業の外部から募った新たな出資者に譲渡することができ、株主が不特定多数かつ広範囲に分布する株式会社をいう。非公開会社（閉鎖会社）に対する概念。公開会社に関する法制は国や州により異なり公開会社や閉鎖会社の定義を法律で定めている場合もある。

## 各国の法制

### 日本
日本では会社法（平成17年（2005年）7月26日公布、平成18年（2006年）5月1日施行）において定義づけられており、「その発行する全部又は一部の株式の内容として譲渡による当該株式の取得について株式会社の承認を要する旨の定款の定めを設けていない株式会社」をいう（会社法2条5号）。日本の会社法の公開会社の定義は上場会社か否かを基準にしていないが、これは日本では非上場株式会社の大部分が定款で全株式に譲渡制限規定を設けているという事情による。
講学的な意味とは異なり、会社法においては、発行する株式のうち1株でも譲渡制限を付していない株式を発行する旨の定款の定めがあれば公開会社である。
日本の会社法では「その発行する全部又は一部の株式の内容として譲渡による当該株式の取得について株式会社の承認を要する旨の定款の定め」の有無により公開会社と非公開会社に分けられ、発行するすべての株式に譲渡制限の定款の定めがある会社は会社法などの法文では「公開会社でない会社」と表現されている。
公開会社は取締役会の設置が義務付けられている（取締役会設置会社、会社法327条1項1号）。取締役会設置会社であるため監査等委員会設置会社及び指名委員会等設置会社を除いて監査役を置かなければならない（会社法327条1項2号本文）。

### アメリカ合衆国
米国法では公開会社に対しては連邦証券取引委員会等の規定により一定の開示義務が適用される。
アメリカ合衆国では閉鎖型の会社は閉鎖会社 (Close corporation) あるいは閉鎖的保有会社 (Closely held corporation) などという。州法で株主数などにより閉鎖会社が定義されている場合があり、一部の州ではさらに株式の譲渡制限等を閉鎖会社の要件とする州もある。そのため、公開会社の定義にも閉鎖会社の定義にも当てはまらない中間的な会社が多数ある。いくつかの州では閉鎖会社について特別法を設けている。

### イギリス
イギリスの2006年会社法 (Companies Act 2006) において、会社 (company) は、公開会社 (public company) と私会社 (private company) に分類される。公開会社とは、株式有限責任会社 (company limited by shares) と株式資本を有する保証有限責任会社 (company limited by guarantee and having a share capital) のうち、基本定款 (certificate of incorporation) において公開会社である旨の定めをおき、かつ、公開会社としての登記又は再登記に関する一定の要件を充足するものをいう。
公開会社は、有価証券の公募が許され、かつ最低資本金制度が適用されるのが特徴である。公開会社である有限責任会社 (limited company)（すなわち、public limited company。もっとも、前述の定義上、公開会社は全て有限責任会社である。）は、原則として、その名称において"public limited company"又は"p.l.c."（ウェールズの会社については、"cwmnicyfyngedig cyhoeddus"又は"c.c.c."も可。）を付さなければならない。一方、私会社 (private company) とは、公開会社でない会社のことであり（したがって、株式資本を有さない保証有限責任会社 (company limited by guarantee and having no share capital) と無限責任会社 (unlimited company) は全て私会社である。）、有価証券の公募は許されず、最低資本金制度の適用はない。私会社である有限責任会社（すなわち、private limited company) は、原則として、その名称において、"limited"又は"ltd."（ウェールズの会社については"cyfyngedig"又は"cyf."も可。）を付さなければならないが、無限責任会社にはこのような名称についての規制はない。

### ロシア
1995年から2014年にかけて、ロシアではОАО（ロシア語: Открытое акционерное общество、公開株式会社）と呼ばれており、ガスプロムなど元ソ連国営企業やスホーイ、アエロフロートなどの大企業がこの会社形態を取っていた。2014年9月1日、同国における民法改正を受けて、ПАО（ロシア語: Публичное акционерное общество、公共株式会社）へ移行した。日本の有限会社などとは異なり、社名変更を強制されているため、現在のロシアでは法的に認められたОАОは存続していない。